# جهاز عصبي حركي
الجهاز العصبي الحركي هو جزء من الجهاز العصبي المركزي المسؤول عن الحركة. وهو يتألف من النظام الهرمي والنظام خارج الهرمي. يسمى مسار الجهاز العصبي الحركي كذلك بالجهاز الهرمي أو الجهاز المخي الشوكي (القشري)، ويبدأ من مركز الحركة في القشرة المخية. توجد في الجهاز المخي الشوكي خلايا عصبية حركية، علوية وسفلية. تنشأ النبضات الحركية في الخلايا الهرمية العملاقة أو خلايا «بيتز» من منطقة الحركة، وهي التلفيف أمام المركزي من القشرة المخية. وتعد هذه الخلايا هي الخلايا العصبية الحركية (UMN) في الجهاز المخي الشوكي (القشري). وتمر المحاور العصبية لهذه الخلايا في عمق القشرة المخية إلى الإكليل المتشعع، ثم إلى الكبسولة الداخلية، مرورًا من خلال الفرع الخلفي من الكبسولة الداخلية وتستمر في النزول في الدماغ المتوسط والنخاع المستطيل. تمر (تمر إلى الجلتب المقابل) من 80 إلى 85% من تصالب هذه الألياف في الجزء السفلي من النخاع المستطيل، وتستمر في النزول إلى المادة البيضاء من الحبلة الوحشية لـالنخاع الشوكي في الجهة المقابلة. وتمر النسبة الباقية من 15 إلى 20% إلى نفس الجانب. وكذلك تمر الألياف التي تصل إلى الأطراف (أطراف) بنسبة 100% إلى الجانب المقابل. تنتهي ألياف الجهاز المخي الشوكي (القشري) عند مستويات مختلفة في القرن الأمامي من المادة الرمادية في الحبل الشوكي. وتتواجد -في هذه المنطقة- الخلايا العصبية الحركية السفلية (LMN) للحبل القشري الشوكي.
كما تحمل الأعصاب الحركية الطرفية النبضات العصبية، من القرن الأمامي إلى العضلات الإرادية.

## الجهاز العصبي الحركي خارج الهرمي

يتكون الجهاز الحركي خارج الهرمي من أنظمة تعديل الحركة، ولا سيما العقد القاعدية والمخيخ.